# Pérdhika (ort i Grekland)
Pérdhika (Perdika) är en ort i Grekland.   Den ligger i prefekturen Nomós Piraiós och regionen Attika, i den sydöstra delen av landet, 40 km sydväst om huvudstaden Aten. Pérdhika ligger 22 meter över havet och antalet invånare är 680. Den ligger på ön Egina.
Terrängen runt Pérdhika är varierad. Havet är nära Pérdhika åt sydväst.  Närmaste större samhälle är Aegina, 6,4 km norr om Pérdhika. 